# Joerstadia alchemillae
Joerstadia alchemillae är en svampart som först beskrevs av Bacc., och fick sitt nu gällande namn av Gjaerum & Cummins 1982. Joerstadia alchemillae ingår i släktet Joerstadia och familjen Phragmidiaceae.   Inga underarter finns listade i Catalogue of Life.